# Syrischer Reisepass

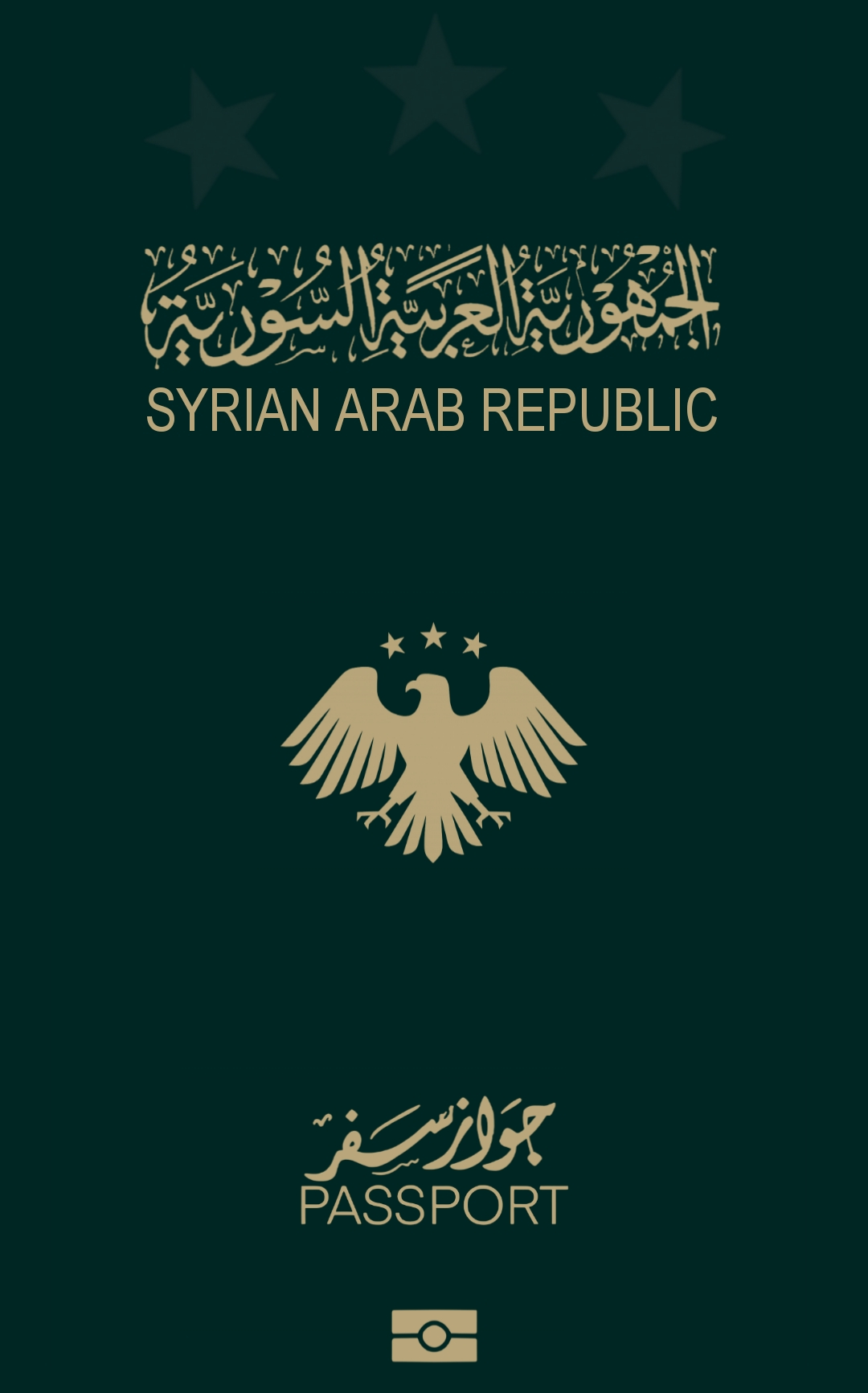
Digitales Bild des syrischen Passes

Der Syrische Reisepass  ist dunkelgrün, das Staatswappen und die Schrift sind in Gold gehalten und die Schriftzüge sind in Arabisch und Englisch verfasst.
Als Besonderheit werden außer dem Vor- und Zunamen des Passinhabers auch die Vornamen von Vater und Mutter angegeben. Bei Geburtsort wird nicht der tatsächliche Geburtsort angegeben, sondern eines der 14 syrischen Gouvernements. Die Rückseite des individuellen Teils enthält außerdem die ausstellende Behörde bzw. bei Beantragung im Ausland die ausstellende Botschaft.
Seit dem 20. August 2023 werden biometrische Reisepässe ausgegeben. Es wird auf die französische Übersetzung verzichtet und das Erstellungs- und das Ablaufdatum, Ausstellungsort und Personalnummer kommen jetzt auf die erste Seite. Alle weiteren Seiten werden individualisiert und werden Darstellungen syrischer Sehenswürdigkeiten enthalten.
Problematisch ist, dass der neue Pass nun keine Unterschrift des Inhabers mehr vorsieht, es werden stattdessen die Fingerabdrücke von 4 Fingern sowie die Unterschrift der Inhaberin bzw. des Inhabers auf dem Chip gespeichert. Das Bundesinnenministerium der Bundesrepublik Deutschland hat nun erklärt, diese Form maximal bis zum 31. Juli 2024 anzuerkennen, insoweit die Unterschrift in der Botschaft auf einer der Visaseiten nachgetragen wird.
Syrische ePässe die ab dem 1. Januar 2024 ausgestellt werden, bekommen das sichtbare Unterschriftsfeld wieder. Die Aufnahme und Speicherung der 4 Fingerabdrücken (Daumen R und L. Zeigefinger R und L) ist für Antragsteller ab dem Alter von 15 bis 70 Pflicht.

## Besonderheiten
Der syrische Reisepass ist der teuerste Pass der Welt. Im Normalverfahren, dem sogenannten Rollenverfahren, kann er in Deutschland bis zu 285 € kosten, der Expresspass dagegen 750 €. Dabei ist der Gültigkeitszeitraum von sechs Jahren beschränkt. Die neue Regierung hat den Preis für einen Reisepass halbiert.